# Stadio della Meinau
Lo stadio della Meinau (IPA [mɛno], in francese Stade de la Meinau) è un impianto sportivo di Strasburgo, in Francia.

## Storia
Iniziato a costruire nel 1906 fu inaugurato nel 1914 e ristrutturato nel 2001. Ospita le gare casalinghe del RC Strasburgo.
A livello internazionale ha ospitato alcune gare del campionato del mondo 1938 e del campionato d'Europa 1984, oltre alla finale della Coppa delle Coppe 1987-1988.

## Incontri di rilievo
- 5 giugno 1938, Brasile — Polonia 6-5 d.t.s. (Ottavi di finale, campionato mondiale)
- 14 giugno 1984, Germania Ovest — Portogallo 0-0 (Gruppo B, campionato europeo)
- 19 giugno 1984, Danimarca — Belgio 3-2 (Gruppo A, campionato europeo)
- 11 maggio 1988, Malines — Ajax 1-0 (finale di Coppa delle Coppe)